# Daimothoracodes magnificus
Daimothoracodes magnificus är en skalbaggsart som beskrevs av Martinez 1994. Daimothoracodes magnificus ingår i släktet Daimothoracodes och familjen Hybosoridae. Inga underarter finns listade i Catalogue of Life.